# Gewerkschaft Wilhelmshall zu Anderbeck
Die Gewerkschaft Wilhelmshall zu Anderbeck, Anderbeck, war eine bergrechtliche Gewerkschaft für das Aufsuchen und Gewinnen von Kali- und Steinsalzen.
Sie wurde 1886 in Essen durch Heinrich Stallschmidt und Dr. Martin Schenck gegründet und kurze Zeit später durch die Wilhelm-Sauer-Gruppe übernommen.

## Geologie
Die Salzlagerstätte im Huy ist ein Salzkissen oder Breitsattel, d. h. eine durch Halokinese angehobene salinare Struktur, die flacher und breiter als ein Salzstock ist und eine Zwischenform zwischen Salzflöz und -stock darstellt. Teilweise wird die Huy-Struktur aber auch den Salzstöcken zugeordnet.
Die Huywald-Struktur erstreckt sich etwa 20–25 km in der subherzynen Senke in ost-westlicher Richtung und hat einen etwa erdnußförmigen Grundriss. Die Tagesoberfläche liegt bei etwa 200 m ü. NHN, danach kommen tertiäre Geschiebe. Die Nordflanke des Salzkissens taucht an einer mit etwa 70–80gon nach Norden einfallenden Störung ab. Nördlich der Störung steht zunächst der mittlere und untere Muschelkalk an, danach kommen der obere, mittlere und untere Buntsandstein. Südlich der Störung ist der Muschelkalk sowie der obere Buntsandstein erodiert und der mittlere bzw. untere Buntsandstein stehen am Tage an.
Zwischen etwa 30 und 10 m unter NHN liegt der Gipshut dem Salzspiegel auf, der hier vom Staßfurt-Steinsalz (Na2) gebildet wird. Das ausschließlich ausgeprägte Kaliflöz Staßfurt (K2) lagert dem Saßfurt-Steinsalz an den Flanken auf; im Bereich des Gipshutes ist es abgewaschen. Das Hangende des Flözes Staßfurt wird auf der Südflanke vom grauen Salzton (T3) gebildet, dem der Hauptanhydrit (A3) auflagert. Diesem folgt der rote Salzton (T4) sowie das Leine-Steinsalz (Na3) Auf der Nordflanke sind Anhydrit und Salzton nicht ausgebildet. Das Hangende des Flözes Staßfurt wird hier vom Leine-Steinsalz gebildet, das bis an die Störung reicht.

### Typlokalität
Das Kaliwerk Wilhelmshall-Anderbeck gilt als Typlokalität (erster Fundort) für die Minerale Langbeinit und Vanthoffit. Daneben wurden hier auch die Minerale Carnallit, Halit und Kainit gefunden.

## Geschichte

### Bergwerksbetrieb

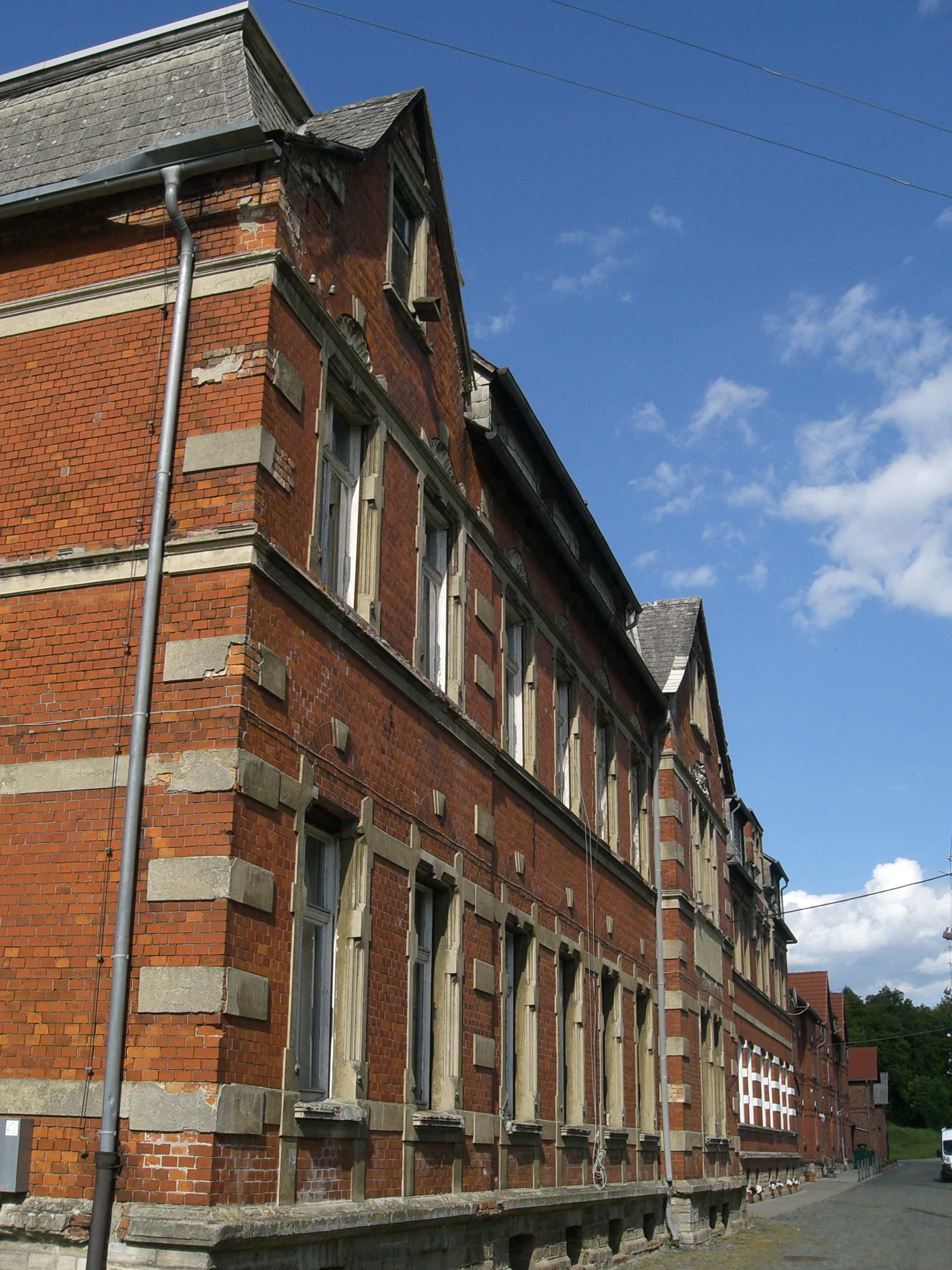
Direktionsgebäude Wilhelmshall

Die Gewerkschaft begann am 22. Juli 1889 mit dem Abteufen des ersten Schachtes in der Gemarkung Anderbeck im Huy in der preußischen Provinz Sachsen. Der Schacht Elisabeth (Wilhelmshall I) hatte einen lichten Durchmesser von 5 Metern und erreichte 1892 seine Endteufe von 344 Metern. Es wurden insgesamt 5 Sohlen angelegt, und zwar bei 210, 236, 297, 318 und 337 Meter Teufe. Am 14. Januar 1913 begann man mit dem Teufen des Schachtes Anderbeck (Wilhelmshall II) (51° 57′ 40,6″ N, 10° 56′ 9,8″ O), der im November 1920 seine Endteufe von 485 Metern erreichte. Der Schacht hatte ebenfalls 5 Meter Durchmesser und war wie Schacht I in Mauerung gesetzt. Der wasserbringende Abschnitt beider Schachtröhren stand in Tübbingausbau. Die Schächte waren mit dem Schacht Wilhelm von Recklinghausen (Mönchai / Dingelstedt) (51° 57′ 47″ N, 10° 58′ 23,2″ O) untertägig verbunden.
In Schacht I wurde 1892 mit dem Abbau begonnen, Schacht II nahm 1920 die Förderung auf. Zum Stichtag 1. November 1924 hielt Schacht I eine Durchschnittsbeteiligung von 135 und Schacht II von 27 % am Kalisyndikat. Abgebaut wurde das steilstehende Flöz Staßfurt auf der Nord- und Südflanke des Kissens. Der Schwerpunkt der Abbaue lag in der Nordflanke.
Das Bergwerk wurde 1926 stillgelegt.

### Heeresmunitionsanstalt
Am  1. November 1934 wurde das stillgelegte Bergwerk als Heeresmunitionsanstalt übernommen und als solche bis zum 8. April 1945 genutzt. Bei der Heeres-Munitionsanstalt Dingelstedt bei Halberstadt arbeiteten 1944 bis zu 600 Angestellte und Zwangsarbeiter. Bei zwei Explosionen im übertägigen Bereich der Muna am 21. September 1944 gab es 59 Tote. Die Munitionsanstalt wurde am 11. April von der US-Armee besetzt und am 30. Juni an die Sowjetarmee übergeben. Diese ließ die Munition aus den Grubenbauen räumen.

### Heilstätte
1948 wurde das inzwischen geräumte Kaliwerk von der VVB Kali übernommen und gestundet. Auf dem Gelände Wilhelmshall entsteht eine Tuberkulose-Heilstätte sowie eine Nervenklinik. Beide wurden 1971 geschlossen, nachdem die Tuberkulose in der DDR als ausgerottet galt.

### Verwahrung
1957 wurden an den Schächten Instandhaltungsmaßnahmen durchgeführt. Als 1961 klar wurde, dass die Fabrikabwässer nicht entsorgt werden können, wurde das Bergwerk endgültig stillgelegt. Bis 1962/63 wurde noch Material geraubt und anschließend die Fördergerüste verschrottet.
Vom 1. August 1974 bis zum 1. Februar 1978 wurde das Grubengebäude geflutet. 2012/13 wurden die Schachtröhren mit Schotter verfüllt.